# Spitzstein
Der Spitzstein ist ein Berg in den Chiemgauer Alpen südwestlich des Chiemsees und nördlich des Kaisergebirges. Über seinen Felsgipfel mit Kreuz und Kapelle verläuft zwischen Bayern und Tirol die deutsch-österreichische Staatsgrenze. Vom höchsten Punkt bietet sich ein schöner Rundblick auf das Alpenvorland sowie die umliegenden Berge der Chiemgauer Alpen und Bayerischen Voralpen, bei klarer Sicht bis zu den Zentralalpen. Die Höhe des Gipfels wird nach deutscher Messung mit 1596,2 m ü. NHN und nach österreichischer Messung mit 1598 m ü. A. angegeben.
Der Spitzsteingipfel ist am besten von Sachrang über das Spitzsteinhaus (1252 m) als einfache und beliebte Bergwanderung erreichbar. Weitere Anstiege beginnen in Innerwald oder Erlerberg. Im Juli 2017 ist der Klettersteig durch die Nordwand des Spitzsteins von der Sektion Bergfreunde München des Deutschen Alpenvereins saniert und wieder eröffnet worden. Der kurze Klettersteig (ca. 100 m lang mit 60 m Stahlseil) kann auf eigene Gefahr begangen werden und weist keine großen Schwierigkeiten auf (Kategorie B). Für den leichteren Normalweg vom Spitzsteinhaus durch die Südflanke zum Gipfel benötigt man ca. eine Stunde. Diese Route gilt als einfach, ist aber teilweise steil und bei Nässe rutschig. Der markierte Weg führt zuerst über freies Gelände aufwärts und dann weiter oben durch einen Wald mit einigen Felsen zum Gipfel.
Unterhalb des Gipfelkreuzes, in den Hang gebaut, steht eine kleine Kapelle, die Anfang des 20. Jahrhunderts erbaut wurde.

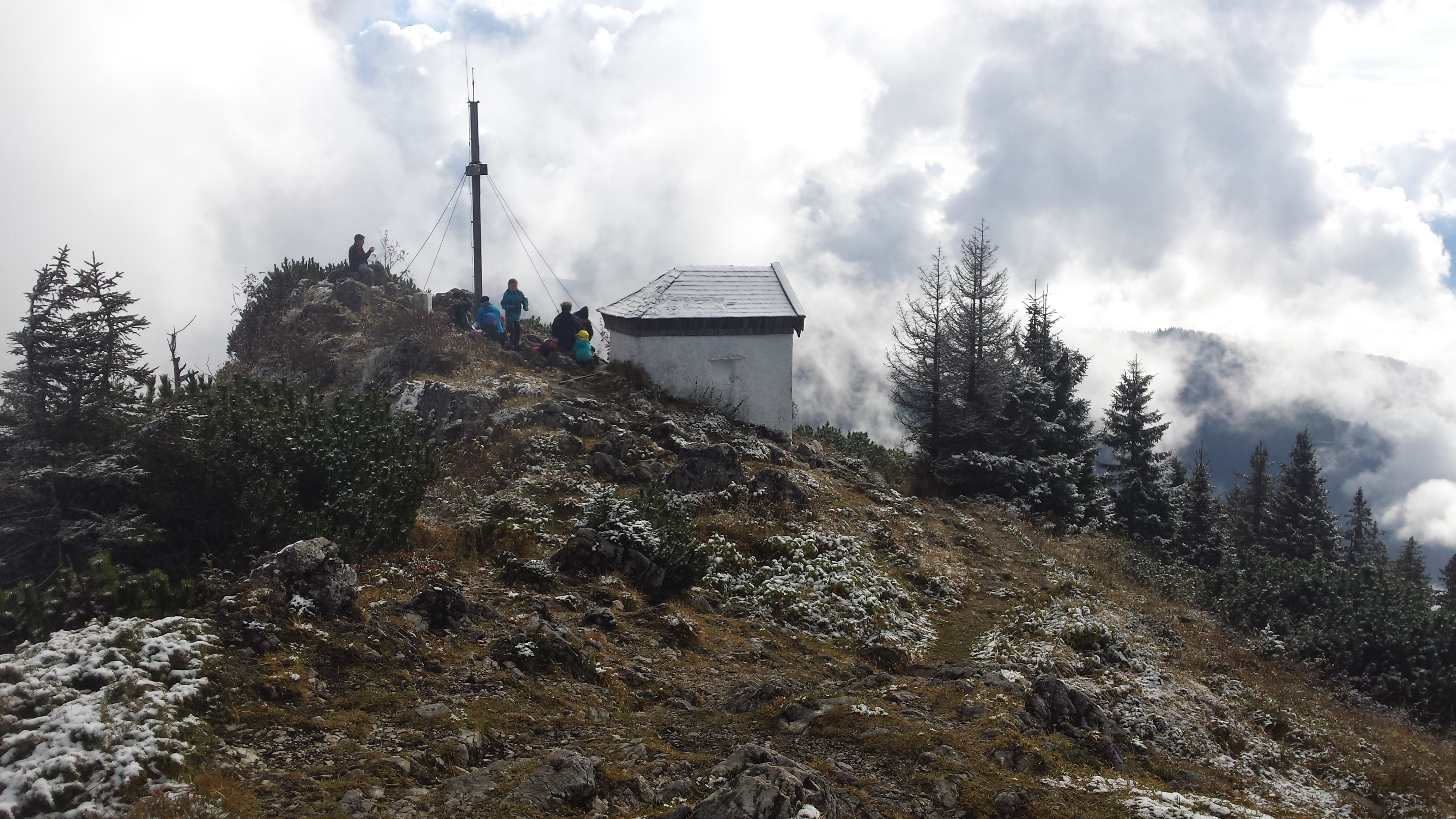
Spitzsteingipfel mit Gipfelkreuz und Kapelle mit erstem Schnee im Herbst
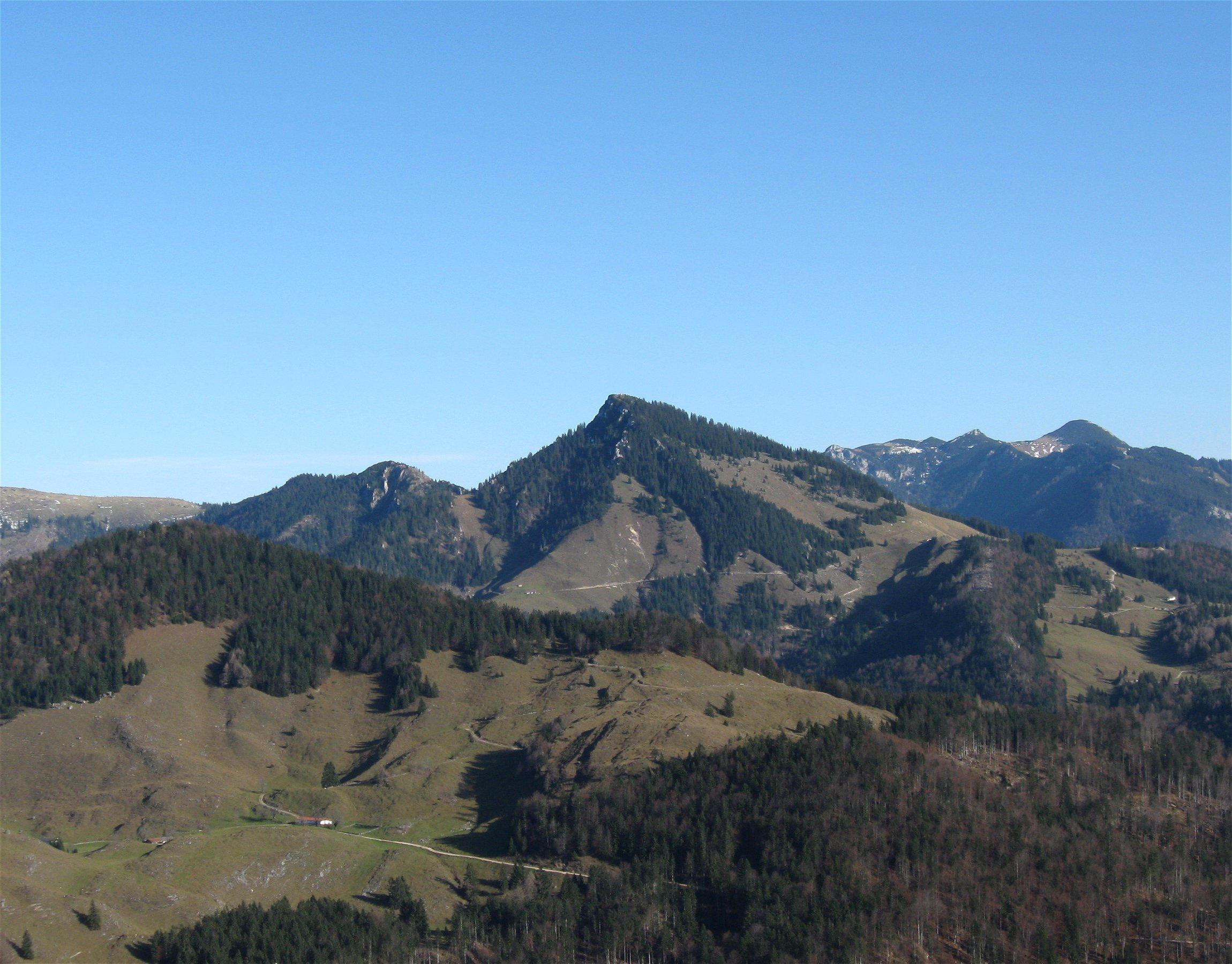
Spitzstein (vorne) und Geigelstein (hinten rechts) vom Kranzhorn gesehen